# Anatoli Jakowlewitsch Lein
Anatoli Jakowlewitsch Lein (russisch Анатолий Яковлевич Лейн; * 28. März 1931 in Leningrad; † 1. März 2018 in Cleveland Heights, Ohio) war ein US-amerikanischer, früher sowjetischer Schachmeister.

## Leben
Anatoli Lein erhielt von der FIDE 1964 den Titel Internationaler Meister verliehen, 1968 den Großmeistertitel. Er nahm an sieben Meisterschaften der UdSSR teil. 1976 emigrierte er in die Vereinigten Staaten, im selben Jahr gewann er das US-Open. Bei der Schacholympiade 1978 spielte er an Brett 3 für die USA und gewann mit seinem Team die Bronzemedaille. Mit der sowjetischen Mannschaft gewann er 1965 die Mannschaftseuropameisterschaft in Hamburg und erreichte dabei das beste Einzelergebnis am ersten Reservebrett. Beim Berliner Sommer 1984 wurde er geteilter Zweiter hinter Eric Lobron. Von 1992 bis 1995 gewann er viermal in Folge die Meisterschaft von New Jersey. 2004 wurde er in die US Chess Hall of Fame aufgenommen.
Lein nahm bis ins hohe Alter noch an Turnieren teil. Später wurde er als inaktiv geführt, da er nach dem im August 2013 in Hudson (Ohio) ausgetragenen Ohio Chess Congress keine Elo-gewertete Partie mehr gespielt hatte. Seine beste Elo-Zahl von 2545 erreichte er im Juli 1973, vor Einführung der Elo-Zahlen erreichte er im Februar 1967 seine beste historische Elo-Zahl von 2662, er lag damit auf dem 26. Platz der Weltrangliste.
Er verstarb zwei Wochen nach seiner Ehefrau Barbara, mit der er 40 Jahre verheiratet war.

## Turniererfolge
- 1964 Kiew (UdSSR-Meisterschaft): 7. Platz
- 1966 Tiflis (UdSSR-Meisterschaft): 6. Platz
- 1968 Sarajevo: 1. Platz (geteilt mit Dragoljub Ćirić)
- 1972 Cienfuegos Capablanca Memorial: 1. Platz
- 1972 Novi Sad: 1. Platz
- 1973 Novi Sad: 1. Platz
- 1980/81 Hastings: 3. Platz
- Schachweltmeisterschaft der Senioren 1992 in Bad Wörishofen: 2. Platz
- Schachweltmeisterschaft der Senioren 1993 in Bad Wildbad: 4. Platz
- Schachweltmeisterschaft der Senioren 1994 in Biel: 4. Platz
- Schachweltmeisterschaft der Senioren 1996 in Bad Liebenzell: 2. Platz

## Werke
- The Latvian gambit: a grandmaster view (1995)
- Sharpen your tactics: 1125 brilliant sacrifices, combinations, and studies (1996)
- In the world of tactics (1998)